# Araneus tatsulokeus
Araneus tatsulokeus är en spindelart som beskrevs av Alberto Barrion och James A. Litsinger 1995. Araneus tatsulokeus ingår i släktet Araneus och familjen hjulspindlar.
Artens utbredningsområde är Filippinerna. Inga underarter finns listade i Catalogue of Life.